# Museo Municipal de São Filipe
El Museo Municipal de São Filipe (en portugués: Museu Municipal de São Filipe) es un museo localizado en el centro histórico de São Filipe, en la isla de Fogo, Cabo Verde. Está localizado en un desván, una casa colonial. El museo fue inaugurado el 13 de diciembre de 2008, por el presidente de ciudad Eugênio Miranda da Veiga.

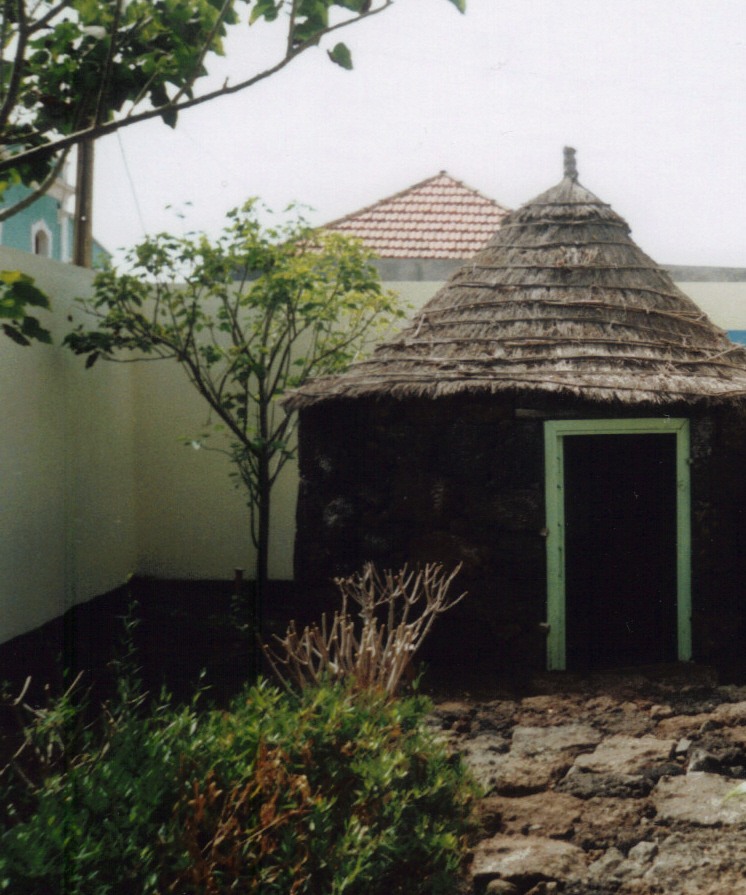
Una cabaña tradicional (funco) en el patio trasero del museo